# NGC 277

NGC 277

NGC 277 هي مجرة تتبع كوكبة قيطس. اكتشفها هاينريش لويس دريست في 8 أكتوبر 1864.

## روابط خارجية
- NGC 277 على موقع ويكي سكاي: DSS2, SDSS, GALEX, IRAS, Hydrogen α, X-Ray, Astrophoto, Sky Map, Articles and images